# جيسون بريكمان
جيسون بريكمان (بالإنجليزية: Jason Brickman)‏ مواليد 19 نوفمبر 1991 في سان أنطونيو، هو لاعب كرة سلة أمريكي. بدأ مسيرته الاحترافية في سنة 2014. يبلغ طوله 6 قدم 0 بوصة (1.8 م). لعب مع نادي دينامو موسكو لكرة السلة وميدي بايرويت.